# Halls (Tennessee)
Halls város az USA Tennessee államában, Lauderdale megyében. Lakosainak száma 2091 fő (2020. április 1.).

## Népesség
A település népességének változása:

| 2010 | 2 255 |
| 2020 | 2 091 |